# Germanofobia

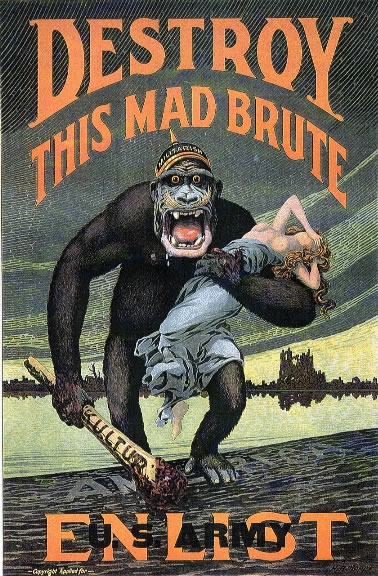
Destrua esta louca bruta - propaganda dos EUA

A germanofobia ou o antigermanismo é o ódio discriminatório, medo ou fobia à Alemanha, ao seu povo e ou à língua alemã. O sentimento oposto é denominado de germanofilia. Já o pangermanismo refere-se a um movimento político-ideológico, que busca a unificação da Alemanha e sua expansão, em diferentes contextos históricos. A germanofobia, sendo uma fobia a uma determinada nacionalidade, é por conseguinte um caso particular de xenofobia.

## Século XIX

### Rússia
Por volta da década de 1860 surge na Rússia, um surto de antigermanismo, especialmente em um pequeno grupo de escritores de São Petersburgo, que foram agrupados em torno de um jornal de direita. Começou em 1864 com a publicação de um artigo de um escritor que usou o pseudônimo "Shedoferotti", propondo que se deve conceder autonomia à Polônia e serem preservados os privilégios dos barões alemães nos Estados Bálticos e na Finlândia. Mikhail Katkov emitiu uma forte crítica do artigo em Notícias de Moscou, que por sua vez, desencadeou uma sequência agressiva de artigos nos quais os escritores russos expressaram sua irritação com os europeus, com alguns ataques diretos contra os alemães.
No ano seguinte, em 1865, houve uma série de homenagens em todo o Império Russo, para comemorar os 100 da morte de Mikhail Lomonosov. Os artigos publicados mencionavam as dificuldades que enfrentou Lomonosov perante os membros estrangeiros da Academia Russa de Ciências, a maioria dos quais eram de descendência alemã. Os autores, em seguida, passaram a criticar os estudiosos contemporâneos alemães pelo seu eventual desprezo pelo idioma russo e artigos de impressão em línguas estrangeiras, como seus trabalhos foram pagos com recursos do povo russo. Alguns autores ainda propuseram que os cidadãos russos de origem alemã que não falam russo e não professam a fé ortodoxa devessem ser considerados estrangeiros. Foi sugerido também que seja proibida a cidadãos de ascendência alemã, a posição de cargos diplomáticos.
Apesar de uma campanha de imprensa contra os alemães, o sentimento antialemão não se espalhou significativamente na Rússia, e é eclipsada devido às raízes alemãs da família imperial e da presença de muitos nomes alemães na elite política russa.

### Reino Unido
Embora durante a década de 1860 na Grã-Bretanha começassem a aparecer alguns comentários negativos sobre a Alemanha após a vitória da Prússia na Guerra Franco-Prussiana, em 1871, a crítica veio à imprensa e foram repetidos com o nascimento do romance da invasão, que foi baseado na ideia de que a Inglaterra seria a próxima vítima da Alemanha.
Em 1890 a Grã-Bretanha tinha uma hostilidade generalizada em relação aos estrangeiros, principalmente se focaram nos judeus da Europa Oriental, mas também para os alemães. Joseph Bannister residentes alemães acreditavam que na Grã-Bretanha eram principalmente "operadores de casas de jogos, porteiros de hotéis, cabeleireiros, 'bandidos', fugitivos da justiça, artistas de rua, os criminosos, os padeiros, os socialistas, os assessores baratos, etc ". Pessoas entrevistadas pela Comissão Real para os Negócios Estrangeiros da Imigração acreditava que os alemães estavam envolvidos em atividades relacionadas à prostituição e ladrões. Muitas pessoas acreditavam que os alemães que vivem na Grã-Bretanha como uma ameaça para o nível de vida dos britânicos e que estavam dispostos a trabalhar mais horas.
A hostilidade contra os alemães aprofundou em 1896, depois que Kaiser Wilhelm II felicitou ao Presidente Kruger do Transvaal por ter resistido à agressão britânica. A mídia alemã informou sobre os ataques contra os alemães, em Londres, embora não haja evidência na imprensa inglesa sobre o assunto. No entanto, em 1900, durante a Segunda Guerra dos Bôeres, um barbeiro alemão Tottenham foi acusado de professar simpatia pelos bôeres e foi atacado, e em 1901 houve ataques contra os alemães que viajavam de trem na zona leste de Londres.

## Início do século XX
Após a assinatura da Entente Cordiale, em 1904, entre a Inglaterra e a França, as atitudes em relação à Alemanha e alemães residentes no Reino Unido tornaram-se muito negativas. Um medo do militarismo alemão substituiu uma anterior admiração pela cultura e literatura alemãs. Ao mesmo tempo, os jornalistas produziram um fluxo de artigos sobre a ameaça representada pela Alemanha.
Em 1894, Alfred Harmsworth tinha encomendado o autor William Le Queux para escrever o romance série A Grande Guerra na Inglaterra em 1897, que contou com a Alemanha, França e Rússia combinando forças para esmagar o Reino Unido. Doze anos mais tarde Harmsworth pediu-lhe para repetir isso, prometendo o apoio total de seus recursos de publicidade formidável. O resultado foi o best-seller A invasão de 1910 que apareceu originalmente em formato de série no Daily Mail em 1906 e tem sido referido pelos historiadores como indução a um clima de paranoia, histeria em massa e germanofobia que culminou no Temor Naval de 1908-1909.
Ao mesmo tempo as teorias da conspiração foram inventadas combinando germanofobia com o antisemitismo, relativo ao suposto controle estrangeiro do Reino Unido, alguns dos quais culpou a entrada do Reino Unido na Guerra dos Bôeres nos financistas internacionais "principalmente de origem alemã e judaica na raça". A maioria dessas ideias sobre conspirações judaico-alemãs se originou a partir de figuras de direita, como Arnold White, Hilaire Belloc, e Leo Maxse, este último com a sua publicação National Review para divulgá-los.

## Primeira Guerra Mundial
Em 1914, quando o exército alemão invadiu a Bélgica neutra e o norte da França, milhares de civis belgas e franceses foram acusados de serem franco-atiradores e executados. Esses atos foram usados para estimular o sentimento antialemão e as Potências Aliadas produziram propaganda que mostrava alemães como hunos capazes de infinita crueldade e violência.

### Reino Unido

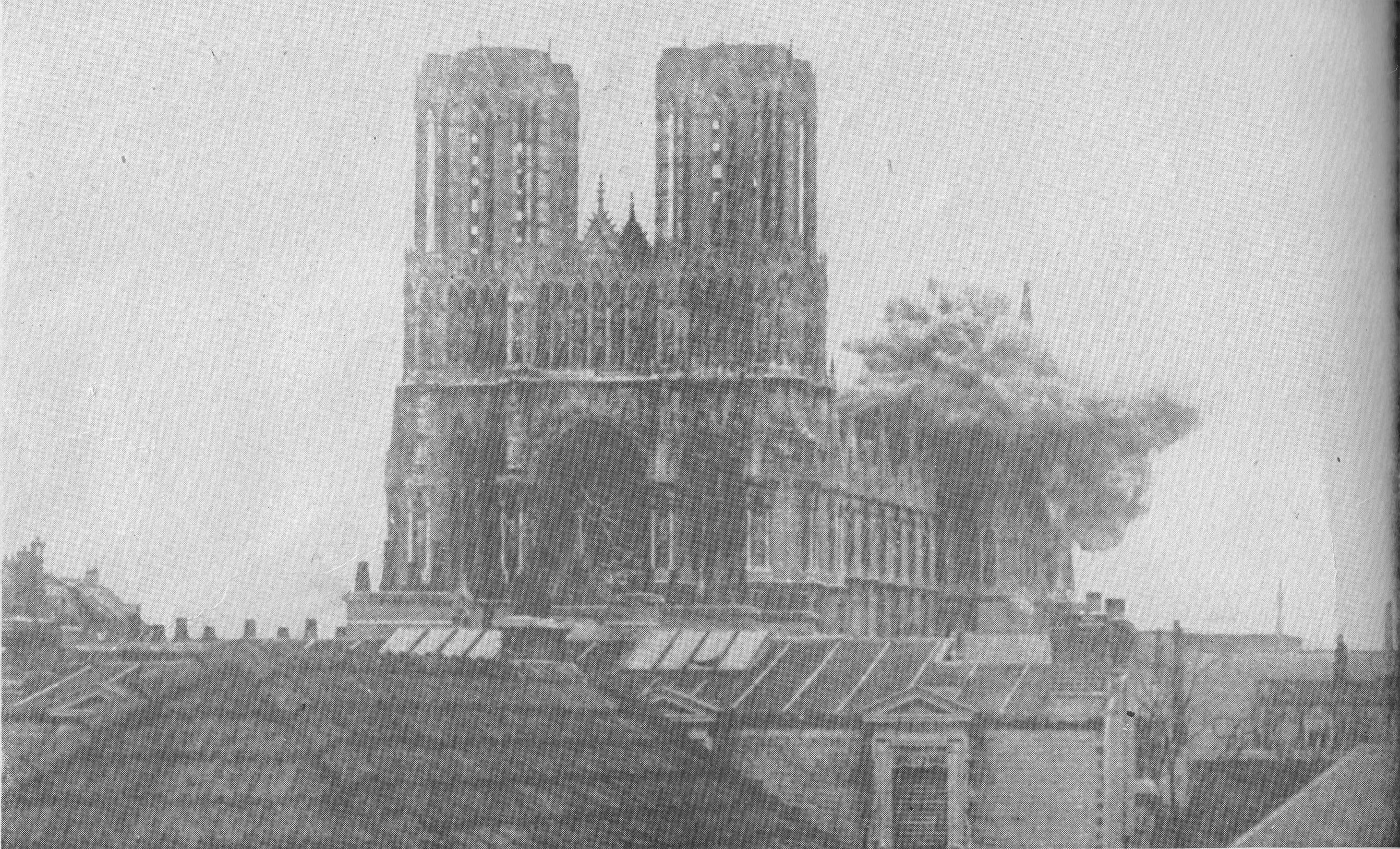
Bombardeamento alemão da Catedral de Reims no início da Primeira Guerra Mundial.

No Reino Unido, o sentimento antialemão levou a tumultos freqüentes, as agressões aos alemães suspeitos e as pilhagens de lojas de propriedade de pessoas com nomes alemães que soam, por vezes chegando mesmo a assumir um tom antisemita. Aumentando a histeria antialemã ainda lançou suspeitas sobre a monarquia britânica e do rei George V foi persuadido a mudar seu nome alemão de Saxe-Coburgo-Gota para Windsor e abdicar de todos os títulos alemães e estilos, em nome de seus parentes que eram súditos britânicos.
No Reino Unido, da raça de cão Pastor-alemão foi renomeada para o eufemismo "Lobo da Alsácia", o Kennel Club Inglês apenas reautorizou o uso de "pastor alemão" como um nome oficial em 1977.
Atitudes face à Alemanha não foi inteiramente negativas entre as tropas britânicas de combate na Frente Ocidental; o escritor e autor britânico Nicholas Shakespeare cita essa declaração de uma carta escrita por seu avô durante a Primeira Guerra Mundial:
| “ | Pessoalmente, minha opinião é que os nossos companheiros pegam muito melhor [sic] com os alemães, e gostaria muito que preferia estar lutando contra os franceses! | ” |
|   | — Nicholas Shakespeare, A primeira vítima da guerra. |   |

O soldado elogiou os alemães por sua disciplina e bravura:
| “ | Foi uma bela vista para ver os alemães chegando na formação contínua, na frente de nossas metralhadoras .... eram geralmente liderados por um oficial na frente que veio para a morte certa tão fria como um pepino, com sua espada realizada para cima na frente dele na saudação. | ” |
|   | — Nicholas Shakespeare, A primeira vítima da guerra. |   |

### Canadá
No Canadá, a cidade ontariana de Berlin mudou seu nome para Kitchener, depois de Lord Kitchener, famosa foto do "Lord Kitchener Wants You" cartazes de recrutamento. Várias ruas em Toronto, que tinha sido nomeado para Liszt, Humboldt, Schiller, Bismark, etc, foram substituídos por nomes com fortes associações britânicas, como Balmoral.

### Austrália

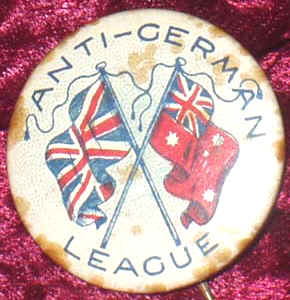
Um distintivo australiano de 1915 refletindo o sentimento antialemão da época.

Na Austrália, uma proclamação oficial de 10 de agosto de 1914 exigia que todos os cidadãos alemães que registrassem o seu domicílio na delegacia de polícia mais próxima e notificar as autoridades de qualquer mudança de endereço. Sob a posterior Aliens Restriction Order de 27 de maio de 1915, os inimigos estrangeiros que não tinham sido internados tiveram de comunicar à polícia uma vez por semana e só podiam mudar de endereço com a permissão oficial. Uma alteração à ordem de restrição em julho de 1915 proibiu os inimigos estrangeiros e súditos naturalizados de alterar seu nome ou o nome de qualquer negócio que correu. Sob as War Precautions Act de 1914 (que sobreviveu à Primeira Guerra Mundial), a publicação de material em língua alemã foi proibida e escolas ligadas a igrejas luteranas foram forçadas a abandonar o alemão como língua de ensino ou foram fechadas pelas autoridades. Clubes e associações alemãs também foram fechadas.
Os nomes originais dos assentamentos em alemão e as ruas foram oficialmente mudadas. Na Austrália Meridional, Grünthal tornou-se Verdun e Krichauff se tornou Beatty. Em Nova Gales do Sul Germantown tornou-se Holbrook em homenagem ao submarino comandante Norman Douglas Holbrook. Esta pressão foi mais forte no Austrália Meridional, onde 69 cidades mudaram seus nomes, incluindo Pertersburg, Austrália do Sul, que se tornou Peterborough.
A maior parte do sentimento antialemão foi criado pela imprensa, que tentou criar a ideia de que todos os alemães de nascimento ou de descendência apoiaram a Alemanha de forma acrítica. Um folheto distribuído amplamente em 1915 afirmou que "houve mais de 3.000 espiões alemães espalhados pelos Estados". A propaganda antialemã também foi inspirada por empresas locais e britânicas que estavam dispostas a aproveitar a oportunidade para eliminar a Alemanha como um concorrente no mercado australiano. Alemães na Austrália eram cada vez mais retratados como o mal pela própria natureza de suas origens.

### Estados Unidos
O antigermanismo pode ter sido alimentado pelo Explosão Black Tom em 1916, antes da entrada dos EUA na guerra, que tinha sido dirigido e financiado por oficiais da inteligência alemã sob cobertura diplomática.
Quando os Estados Unidos entraram na guerra em 1917, alguns imigrantes alemães, e às vezes até os imigrantes não-alemães, que foram percebidos como o alemães (neerlandês, escandinavo, suíço), foram olhados com desconfiança e atacados quanto à sua lealdade. Alguns imigrantes alemães nos Estados Unidos foram ainda julgados, condenados e presos, acusados de sedição, simplesmente por se recusarem a jurar lealdade ao esforço de guerra dos Estados Unidos. O julgamento da conspiração indo-alemã recebeu ampla cobertura da imprensa em 1917-18.
As ruas da cidade em Chicago com nomes alemães foram alteradas, com várias exceções notáveis sendo Goethe e Schiller, no bairro Gold Coast (que permanecem inalteradas até hoje).
A cidade de Berlin, Michigan, foi rebatizada Marne, apesar de o Canal Adutor de Berlin aí localizado mantém o antigo nome da cidade.
Em Nova Orleans, a Berlin Street foi renomeado para o General Pershing (chefe da Força Expedicionária Americana), o chucrute veio a ser chamado (por alguns) liberty cabbage, a rubéola tornou-se liberty measles, os hambúrgueres tornaram-se liberty sandwiches e os dachshunds tornaram-se liberty pups.
Nos Estados Unidos, entre 1917-18, as escolas teuto-estadunidenses e os jornais pelos milhares foram forçados a fechar definitivamente. Em cidades e vilas em todo o país, bibliotecas queimaram seus livros em língua alemã em incinerações públicas. Os funcionários das cidades com nomes alemães que haviam sido fundadas por teuto-estadunidenses, foram intimidados por condado, estado e autoridades do governo federal em anglicizar seus nomes, e para destruir todos os traços de sua herança alemã. Em várias cidades dos Estados Unidos, nomes de rua quem soam alemão foram proibidas. Muitas famílias com um nome que soa em alemão pela última vez mudaram seu sobrenome. A grande maioria dos teuto-estadunidenses, no entanto, eram leais a sua pátria de adoção e milhares deles serviram no exército dos Estados Unidos.
Jornais em Nova Iorque e outros lugares publicaram listas de nomes e endereços de habitantes, rotulados como inimigos estrangeiros, convidando assim os vizinhos para ações hostis.
À medida que a atmosfera pública se tornou cada vez mais histérica, vigilantes queimaram livros "pró-alemães" , espionaram vizinhos, atacaram e mataram imigrantes e radicais. A tensão antialemã culminou no 4 de abril de 1918, no linchamento brutal de do imigrante alemão Robert Prager, um mineiro de carvão que residia em Collinsville, Illinois, que foi acusado de fazer "observações desleais". Em junho de 1918 um projeto de lei foi apresentado na Câmara dos Representantes pelo deputado John M. C. Smith, com o objetivo de limpar os nomes alemães a partir do mapa dos Estados Unidos.

## Segunda Guerra Mundial

### Reino Unido
Em 1940, o Ministério da Informação lançou uma Anger Campaign incutir "a raiva pessoal ... contra o povo alemão e a Alemanha", pois os britânicos estavam "abrigando um pouco de senso de real animosidade pessoal contra o alemão médio". Isto foi feito para fortalecer a determinação britânica contra os alemães. Foi particularmente importante em um esforço de guerra nacional contra uma nação que havia passado seus últimos 10 anos construindo o ódio para todas as outras nacionalidades. Sir Robert Vansittart, conselheiro-chefe diplomático do Foreign Office até 1941, deu uma série de programas de rádio em que ele disse que a Alemanha era uma nação levantada sobre "auto-piedade, inveja e crueldade", cujo desenvolvimento histórico tinha "preparado o terreno para o nazismo" e que era o nazismo, que tinha "finalmente dado expressão à escuridão da alma alemã".
O Instituto Britânico de Opinião Pública (BIPO) acompanhou a evolução do antigermanismo/antinazismo no Reino Unido, pedindo ao público, através de uma série de pesquisas de opinião realizadas de 1939 a 1943, se "o principal inimigo do Reino Unido foi o povo alemão ou para o governo nazista". Em 1939, apenas 6% dos entrevistados mantinha o povo alemão responsável, no entanto, na sequência da Blitz e da "Campanha Anger", em 1940, este número aumentou para 50%. Isto, subseqüentemente, diminui para 41% em 1943. Também foi relatado por Home Inteligence em 1942 que houve algumas críticas sobre a atitude oficial de ódio contra a Alemanha, alegando que "a Inglaterra deveria ser uma influência civilizadora" e que tal ódio pode dificultar a possibilidade de uma solução razoável, após a guerra.
No mesmo ano, a Mass-Observation pediu aos seus observadores para analisar a opinião privada britânica do povo alemão e descobriu que 54% da opinião era "pró-alemão", em que ela manifestou simpatia e "eles não têm culpa". Esta tolerância do povo alemão, por oposição ao regime nazista aumentou com o progresso da guerra. A Mass-Observation fundada em 1943 que até 60% das pessoas mantiveram uma distinção entre os alemães e os nazistas, com apenas 20%, ou expressar qualquer "ódio de vingança, ou a necessidade de retribuição". O propaganda-filme britânico do período igualmente manteve a divisão entre partidários nazistas e povo alemão.

### Estados Unidos
Em outubro de 1939 a apreensão pelo encouraçado de bolso alemão Deutschland do cargueiro estadunidense SS City de Flint, como tinha 4.000 toneladas de petróleo ao Reino Unido a bordo, provocou muito antigermanismo preconceituoso nos Estados Unidos.
Após a sua entrada na Segunda Guerra Mundial, o Governo dos EUA internou pelo menos 11 mil cidadãos estadunidenses de ascendência alemã. O último a ser lançado, um teuto-estadunidense, permaneceu preso até 1948 na Ilha Ellis, três anos e meio após a cessação de hostilidades contra a Alemanha.
Em 1941, o livro A Alemanha deve perecer!  Escrito por Theodore N. Kaufman, um judeu nova-iorquino, defendia a esterilização de todos os alemães e o desmembramento territorial da Alemanha.
Em 1944, Henry Morgenthau Jr., secretário do Tesouro dos Estados Unidos, também judeu, apresentou a proposta mais forte para punir a Alemanha à Segunda Conferência de Quebec. Tornou-se conhecido como Plano Morgenthau, e foi destinado a reduzir a Alemanha a uma nação agrícola, destruindo sua indústria pesada.

### Brasil
Após a entrada do Brasil na guerra ao lado dos aliados, em 1942, os motins antialemães eclodiram em quase todas as cidades do Brasil onde os imigrantes alemães não eram a maioria da população. Fábricas alemãs, incluindo a fábrica de charutos Suerdick na Bahia, lojas e hoteis foram destruídas por multidões. As maiores manifestações ocorreram em Porto Alegre e no Rio Grande do Sul. A polícia brasileira perseguiu e internou "súditos do Eixo" em campos de concentração semelhantes às utilizadas pelos Estados Unidos para internos estadunidenses de origem japonesa. Após a guerra, as escolas alemãs não foram reabertas, a imprensa de língua alemã desapareceu completamente, e uso da língua alemã ficou restrita ao lar e à velha geração de imigrantes.

## Depois da Segunda Guerra Mundial
Após a Segunda Guerra Mundial, alguns historiadores como Sir Lewis Namier e A.J.P. Taylor foram considerados como antigermânicos. Mesmo a velocidade da recuperação dos alemães ocidentais após a guerra foi vista como ameaçadora por parte de alguns que suspeitavam os alemães de planejamento para a Terceira Guerra Mundial.
O general estadunidense George S. Patton reclamou que a política dos EUA de "desnazificação" após a rendição da Alemanha prejudicou os interesses estadunidenses e foi motivado apenas pelo ódio do povo alemão derrotado.
Grande parte do atual sentimento antigermânico foi particularmente forte nos países da Europa Oriental ocupados pela Alemanha durante a guerra, e aqueles que estavam em guerra contra a Alemanha e seus aliados.
Embora as opiniões variam um pouco em resposta às questões geopolíticas (como a invasão do Iraque), os estadunidenses consideram a Alemanha como um aliado moderno e realizam alguns sentimentos antigermânicos. Ocasionalmente, o povo alemão é estereotipado como nazistas (em braço estendindo para cima, gritando "Sieg Heil!", e ostentando um "bigode de Hitler") em algumas partes da mídia americana, assim como no Reino Unido e outros países. A música Richard Wagner não foi realizada em Israel até 1995 (rádio) e 2001 (concerto) e foi durante muitos anos impopular na Polônia. Isso pode ser explicado, pelo menos parcialmente, devido ao antisemitismo de Richard Wagner, e da apropriação nazista da música de Wagner, com base no afeto pessoal de Hitler para suas óperas.
[carece de fontes?]